# Antonia Hilke
Antonia Hilke (* 19. November 1922 in Berlin; † 3. September 2009 in Hamburg) war eine deutsche Modejournalistin.

## Leben

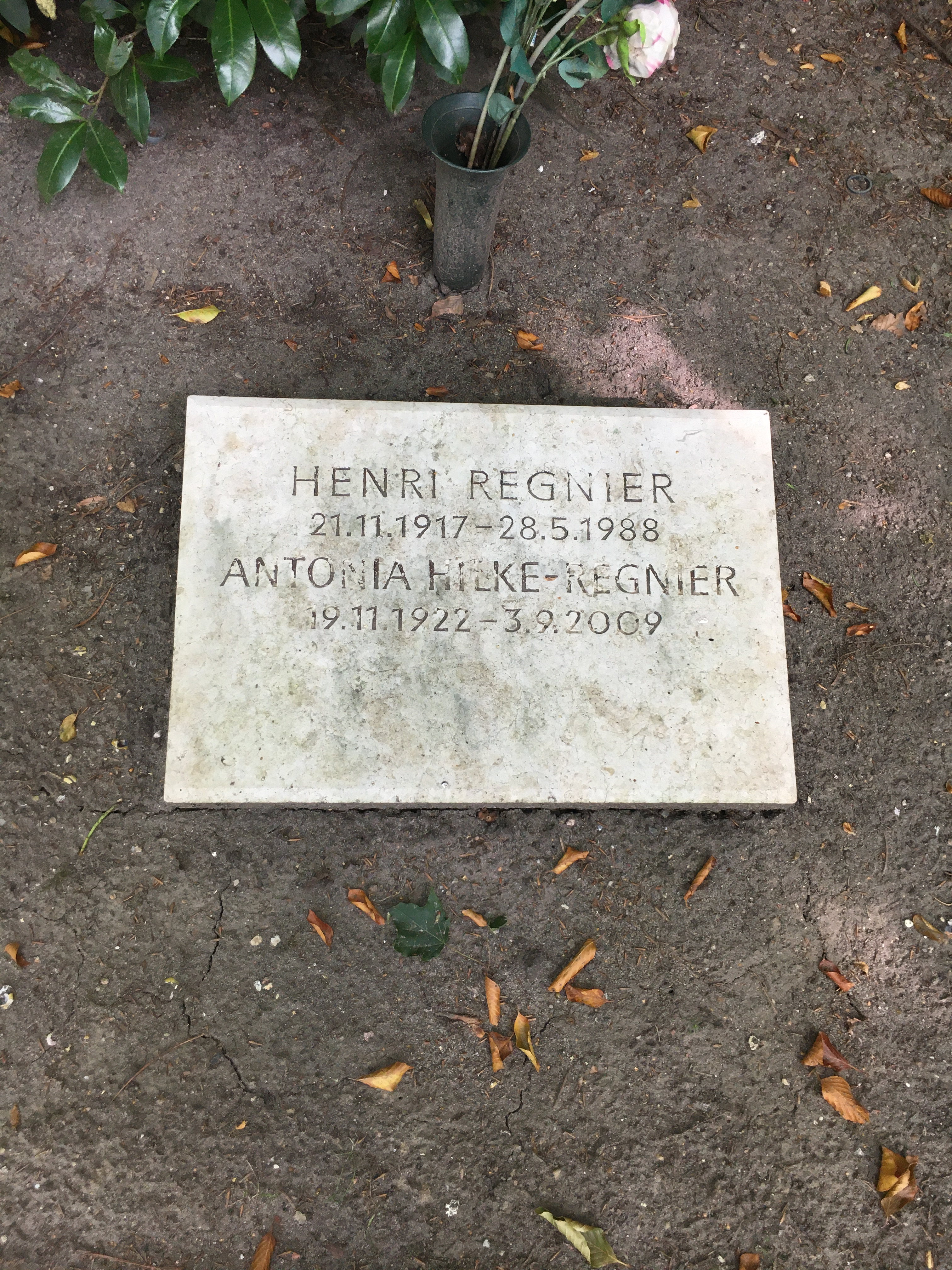
Grabstätte Henri Regnier und Antonia Hilke auf dem Friedhof Ohlsdorf

Antonia Hilke hatte eine jüdische Mutter, weshalb sie 1941, nach dem Abitur, nicht studieren durfte. Sie besuchte stattdessen in den Jahren 1942 und 1943 die Kunstschule Kunst und Werk – Privatschule für Gestaltung in Berlin-Schöneberg, als welche die renommierte Schule Reimann in den Jahren des Dritten Reiches bis zu ihrer kriegsbedingten Zerstörung weitergeführt wurde. Gegen Kriegsende arbeitete Hilke einige Zeit lang in einer Rüstungsfabrik.
Nach dem Krieg lebte sie in Hamburg, wo sie ab 1950 als Zeichnerin von Illustrationen und Vignetten für diverse Tageszeitungen (u. a. Die Welt) tätig war. Durch Zufall bekam sie das Angebot, für den NWDR (aus dem später der NDR und der WDR hervorgingen) eine Testsendung zum Thema Mode zu moderieren. Aus diesem anfänglichen Versuchsprogramm wurde die Fernsehsendung Neues vom Rond Point, die vier Jahre nach ihrer Absetzung als Neues vom Kleidermarkt wiederbelebt wurde. Hilke wurde bekannt dafür, Kleider in Echtzeit zu zeichnen.
Hilke war in zweiter Ehe mit Henri Regnier verheiratet, der viele Jahre Unterhaltungschef des NDR gewesen ist. Sie war Mutter von zwei Kindern, die aus ihrer ersten Ehe hervorgingen. Nach über 30 Jahren Modejournalismus beendete sie 1990 ihre Arbeit beim Fernsehen. 2009 starb sie mit 86 Jahren in Hamburg und wurde auf dem dortigen Friedhof Ohlsdorf an der Seite ihres Mannes beigesetzt in der Grablage BH 64/194.

## Bedeutung
Als Moderatorin der ARD-Sendungen Neues vom Rond Point und Neues vom Kleidermarkt berichtete sie über dreißig Jahre lang zweimal im Jahr über aktuelle Trends aus den Mode-Metropolen Paris und Mailand. Mit diesem „einzigen intelligenten Mode-Magazin, das hierzulande zu sehen war“ (FAZ), wurde sie die wichtigste deutsche Modejournalistin. Eine Besonderheit war auch der Stil ihrer Präsentation in einem weißen Fernsehstudio, das gänzlich auf Dekorationen verzichtete.